# Santeri Lipiäinen
Santeri Lipiäinen (* 2. prosince 1995 Lappeenranta) je finský lední hokejista hrající na postu brankáře.

## Život
S hokejem začínal ve svém rodném městě, v tamním klubu SaiPa. Za něj nastupoval i v mládežnickém věku, byť během sezóny 2010/2011 nastupoval rovněž za výběr do šestnácti let v klubu Imatra Ketterä. V ročníku 2015/2016 odehrál po jednom utkání za muže celku Kiekko-Vantaa, tak též za jeho výběr do dvaceti let. K dalším zápasům v téže sezóně nastoupil za juniory HIFK Hockey a za muže celku RoKi. Od ročníku 2016/2017 až do sezóny 2023/2024 pravidelně nastupoval výhradně za celek Imatra Ketterä. Na ročník 2024/2025 odešel na své první zahraniční angažmá, když přestoupil do týmu VHK ROBE Vsetín, který tehdy hrál Maxa ligu.